# Barauni
Barauni é uma cidade, no estado indiano de Bihar. 